# Škare za lim
Škare za lim ili ručne škare za lim služe za rezanje lima debljine do 2 milimetra. Izrađuju se od ugljičnog ili legiranog čelika koji se zakali. Ravno rezanje izvodi se škarama s ravnom oštricom, pod kutom od 90˚ u odnosu na ravninu rezanja. Kružno rezanje izvodi se sa škarama s poluokruglom oštricom, tako da se pokreti kombiniraju s okretanjem lima. Izrezivanje provrta (rupa) izvodi se sa škarama sa savijenom oštricom. Rezanje ručnim škarama može se izvesti i tako da se jedan krak škara stegne u škripac ili se zabije u drveni panj. Kut otvora škara ne smije biti suviše velik (do 14˚), da se predmet obrade ne bi izvlačio iz noževa škara. Rezanje je lakše ako su duži krakovi drške. Po škarama se ne smije udarati čekićem.